# Рейнсько-Вестфальський технічний університет Аахена
Рейнсько-Вестфальський технічний університет Аахена (нім. Rheinisch-Westfälische Technische Hochschule Aachen, скорочена назва нім. RWTH Aachen, міжнародна назва RWTH Aachen University) — дослідницький технічний університет, що розташований у місті Аахен, Північний Рейн-Вестфалія.

## Історія

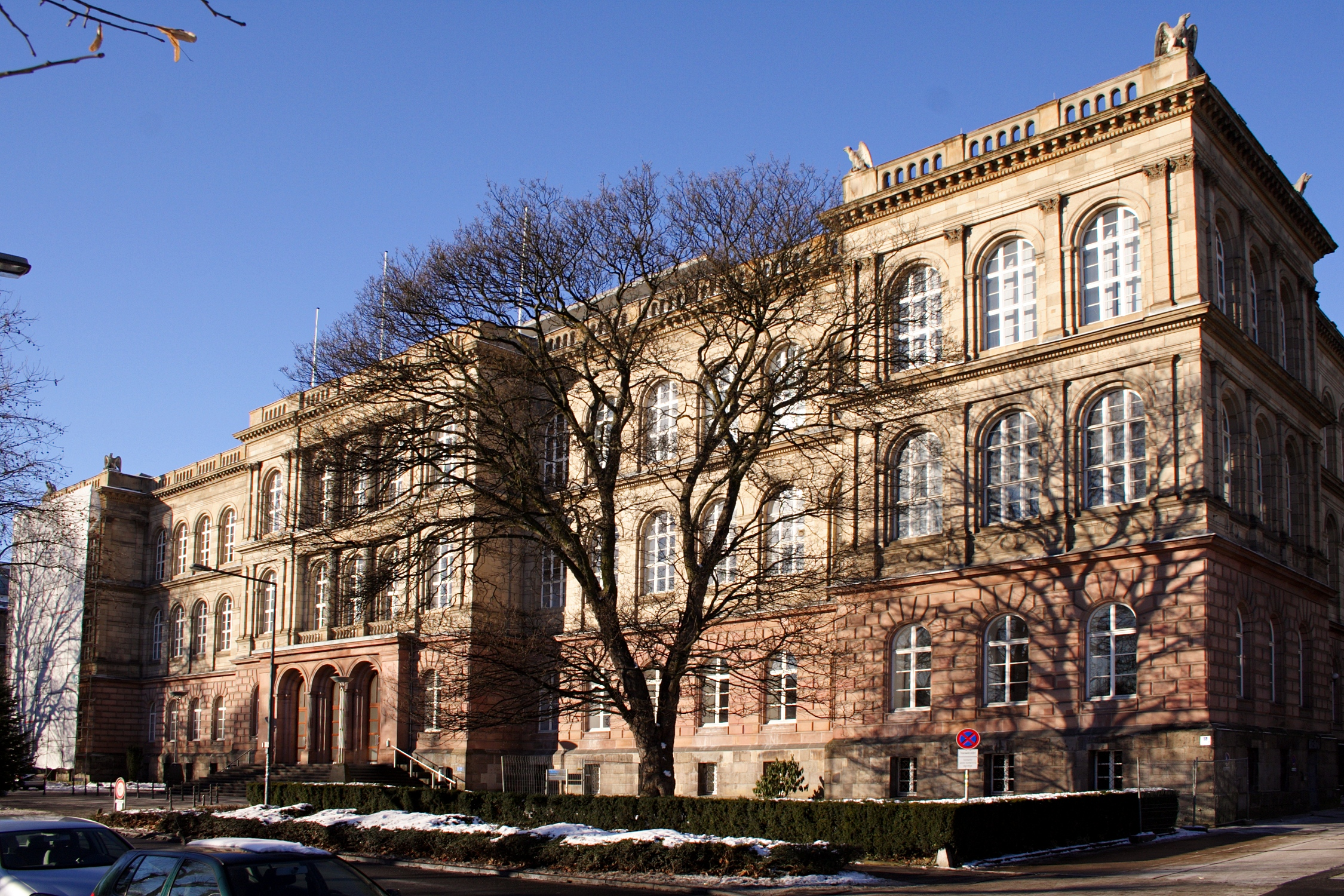
Головна будівля університету

Університет розпочав свою роботу 10 жовтня 1870 року як «Королівська Рейнсько-Вестфальська Політехнічна школа Аахена» (нім. Königlich Rheinisch-Westphälische Polytechnische Schule zu Aachen). Головною метою ново-організованого навчального закладу було навчання молодих дослідників для Рурського регіону. Перші 223 студенти та 32 викладача займались в першій будівлі університету на вул. Темплерграбен, що сьогодні є головною будівлею університету.
Через десять років заклад отримав нову назву «Королівська технічна вища школа» (нім. Königlich Technische Hochschule). З 1899 року університет отримав право присуджувати докторські ступені.
Під час Першої світової війни університет занепав. Новий розквіт відбувся у період з 1925 до 1932 року. Після 1933 року велика кількість лекторів та студентів мала покинути університет через діяльність нацистів. Кількість студентів впала до позначки менше 1000 чоловік.
21 жовтня 1944, після капітуляції Аахену, понад 70 % міста та університету були зруйновані. Після другої світової розпочався швидкий розвиток університету. З початку 1950-х повертались викладачі, що були змушені свого часу покинути університет. Факультет електротехніки було засновано у 1961 році, факультет мистецтв та гуманітарних наук — у 1965 та перший факультет медицину у технічному університеті — у 1966. Факультет бізнесу та економіки відокремився від факультету мистецтв та гуманітарних наук у 1986.

## Сучасний стан
Станом на 2012 рік в університеті навчалось 37917 студентів на 130 бакалаврських та магістерських програмах. В університеті працюють 496 професорів, 4492 наукових співробітника та 2346 чоловік інших категорій співробітників.
Університет входить до ряду німецьких та міжнародних об'єднань:
- Німецьке науково-дослідницьке співтовариство
- TU9
- Top Industrial Managers for Europe
- IDEA League
- ALMA (нім. Aachen-Lüttich-Maastricht-Austausch)

### Факультети
На сьогодні університет складається з 9 факультетів:
- Факультет 1 — Факультет математики, інформатики та природничих наук
- Факультет 2 — Факультет архітектури
- Факультет 3 — Факультет будівельної інженерії
- Факультет 4 — Факультет машинобудування
- Факультет 5 — Факультет георесурсів та матеріалознавства
- Факультет 6 — Факультет електротехніки та інформаційних технологій
- Факультет 7 — Факультет мистецтв та гуманітарних наук
- Факультет 8 — Школа бізнесу та економіки
- Факультет 9 — Факультет медицини

До 1989 року існував факультет педагогіки.

### Розташування та будівлі
Найвідомішою будівлею університету, його фактичним символом є SuperC. Ця будівля є адміністративним центром роботи зі студентами, зокрема тут знаходяться міжнародний відділ, управління з справ іноземців для студентів, консультаційні підрозділи. За задумом архітектора літера С у назві відповідає слову «Center» — «центр».
Будівля має 9 поверхів, з яких два підземні. У розріз будівля має форму літери С, нижню частину формує два підземних поверхи що аналогічні за площею 6-му надземному поверху.
У західній частині міста розташована університетська клініка, що є найбільшим шпиталем Європи. У клініці працює близько 6000 співробітників. Лікарня з 1240 ліжко-місцями за рік приймає близько 47 тис. стаціонарних пацієнтів та 153 тис. амбулаторних.

### Рейтинги
| Назва рейтингу                                                              | 2014    | 2013    | 2012    | 2011    | 2010    | 2009    | 2008    | 2007    | 2006    | 2005    | 2004    |
| --------------------------------------------------------------------------- | ------- | ------- | ------- | ------- | ------- | ------- | ------- | ------- | ------- | ------- | ------- |
| THES-QS Rankings (2003—2009) QS Rankings (2010–) (Engineering & Technology) | 42      | 28      | 30      | 35      | 39      | 57      | 70      | >50     | 39      | 28      | 38      |
| THES-QS Rankings (2003—2009) QS Rankings (2010–) (природничі науки)         | 36      | 47      | 83      | 82      | 59      | 136     | 151     | >50     | 81      | 86      | >100    |
| Академічний рейтинг університетів світу (математика)                        | 101–150 | 76–100  | 76–100  | >100    | 77–100  | 76-101  | -       | -       | -       | -       | -       |
| THES-QS Rankings (2003—2009) QS Rankings (2010-) (світ                      | 147     | 147     | 150     | 140     | 158     | 182     | 216     | 182     | 172     | 172     | 184     |
| The Times Higher Education World University Rankings (світ)                 | 156     | 129     | 154     | 168     | 182     | -       | -       | -       | -       | -       | -       |
| Академічний рейтинг університетів світу (World)                             | 201–300 | 201–300 | 201–300 | 201–300 | 201–300 | 201–302 | 201–302 | 203–304 | 201–300 | 203–300 | 201–300 |

### Вартість та умови навчання
На сьогодні вартість навчання становить 231 євро за семестр. У цю вартість входить студентський квиток, право на відвідування студентської бібліотеки та проїзний квиток з правом безкоштовного проїзду на більшості траспортних засобів землі Північний Рейн-Вестфалія.

## Відомі випускники та викладачі

### Нобелівські лауреати
- Філіп Едуард Антон фон Ленард — лауреат нобелівської премії з фізики, 1905 рік
- Вільгельм Він — лауреат нобелівської премії з фізики, 1911 рік
- Йоганнес Штарк — лауреат нобелівської премії з фізики, 1919 рік
- Петер Дебай — лауреат нобелівської премії з хімії, 1936 рік
- Карл Ціглер — лауреат нобелівської премії з хімії, 1963 рік
- Рьодзі Нойорі — лауреат нобелівської премії з хімії, 2001 рік, почесний докторський ступінь RWTH Aachen University
- Петер Грюнберг — лауреат нобелівської премії з фізики, 2007 рік, почесний докторський ступінь RWTH Aachen University
- Томас Зюдгоф — лауреат нобелівської премії з фізіології та медицини, 2013 рік

### Інші відомі люди
- Теодор фон Карман — директор інститут повітроплавання університету.
- Арнольд Зоммерфельд — голова кафедри теоретичної механіки.
- Єско фон Путткамер — співробітник NASA, письменник.